# .375 Dakota
El .375 Dakota es un cartucho diseñado para la caza de animales peligrosos, por Don Allen, el fundador de Dakota Arms en Sturgis, Dakota del Sur.
Al igual que el .375 Ruger y el .376 Steyr, el .375 Dakota estuvo diseñado para competir con el .375 Holland & Holland Magnum, diferenciándose al poder ser utilizado en un mecanismo de longitud estándar, similar al del Winchester Modelo 70; que es el mismo cajon de mecanismos usado como base para la producción de los rifles Dakota. Siguiendo la línea del .375 Remington Ultra Magnum, este cartucho se desarrolla partiendo de la serie de cartuchos Magnum Canadienses, creados por Aubrey White y Noburo Uno, basados, a su vez en el .404 Jeffery.
El .375 Dakota se ofreció como alternativa en los rifles Dakota Modelo 76 y Modelo 97 y en sus Modelo 10 y rifles Miller de un solo tiro.